# Cieszanów
Cieszanów é um município da Polônia, na voivodia da Subcarpácia e no condado de Lubaczów. Estende-se por uma área de 15,06 km², com 1 940 habitantes, segundo os censos de 2017, com uma densidade de 128,8 hab/km².